# Polimeri conduttori
I polimeri conduttori sono materiali plastici in grado di condurre la corrente elettrica.
I polimeri comuni sono degli isolanti e come tali vengono utilizzati. Per renderli conduttori, si formano dei compositi caricati con polveri di metalli elettroconduttori (rame, argento o oro) oppure di grafite, se si vuole contenere il costo, definiti droganti, la loro percentuale può arrivare anche al 50% della massa totale; molto di più dei semiconduttori inorganici dove il drogaggio raggiunge massimo il 5%. 
Essi vengono definiti polimeri estrinsecamente conduttori (ECP).
Sono stati sviluppati polimeri intrinsecamente conduttori (ICP) costituiti da molecole con legami coniugati che, grazie alla loro struttura, possono essere classificati come semiconduttori.
Anche a questi è possibile applicare il modello delle bande. Essi sono caratterizzati da uno scheletro costituito da legami σ ed un sistema di orbitali p ad esso ortogonali, che danno origine a legami π coniugati lungo tutta la catena. All'aumentare del numero di doppi legami coniugati, ovvero all'aumentare della lunghezza di coniugazione, diminuisce l'Eg tra la banda di valenza, formata dagli orbitali π di legame, e quella di conduzione, formata dagli orbitali π* di antilegame. Il salto di energia tende asintoticamente ad un limite dell'ordine di 1.5-1.3 eV. Per questo valore, a temperatura ambiente, non si verifica una eccitazione spontanea alla banda di conduzione.
Per avere conducibilità è necessario "drogare" il polimero addizionandolo con sostanze elettron-accettrici che ne aumentano il numero di lacune elettroniche. Questo drogaggio viene effettuato durante la polimerizzazione ossidativa: vengono ceduti elettroni da parte del polimero e questo fa sì che si instaurino cariche positive lungo la catena polimerica. Si suppone che le specie cariche siano polaroni (carica +e, spin ½) e bipolaroni (carica +2e, spin 0) delocalizzati su porzioni di alcune unità monometriche. La mobilità di queste cariche lungo la catena, grazie alla struttura coniugata dei polimeri, è responsabile dell'elevata conducibilità elettrica. Queste cariche sono neutralizzate dall'introduzione nella struttura polimerica di contro-ioni caricati negativamente. I contro-ioni hanno un ruolo molto importante nella formazione di un polimero elettricamente attivo perché stabilizzano le cariche positive ( per questo motivo i contro-ioni sono anche detti agenti dopanti). 
Possono essere introdotti aggiungendo iodio, cloruro di alluminio, cloruro ferrico (drogaggio "p"), oppure addizionando il polimero con specie elettron-donatrici, che ne aumentano il numero di vettori negativi, come metalli alcalini in fase gassosa o ammoniaca liquida (drogaggio "n").
In entrambi i casi vengono generati dei sistemi bipolaronici, rispettivamente dicationici P+X- e dianionici P-X+, con elevata delocalizzazione elettronica e parziale struttura chinoide. La formazione di queste specie determina la comparsa di livelli energetici che si collocano tra la banda di valenza e quella di conduzione.
Questi livelli, svolgendo un ruolo analogo ai livelli di Fermi nei metalli, sono responsabili della conducibilità nei polimeri coniugati.
Un esempio tipico è il poliacetilene, il primo polimero conduttore; esso non viene utilizzato a livello industriale poiché, a causa della sua elevata reattività, reagisce con l'ossigeno e l'umidità atmosferici.
La tipica struttura polienica del poliacetilene (PA), si ritrova anche in altri sistemi come poliparafenilene (PPP), poly naftalendiimide-bitiofene ( P(NDI2OD-T2) ), poliparafenilensolfuro (PPS), poliparafenilenvinilene (PPV), polianilina (PANI), polipirrolo (PPy), politiofene (PT), poliisotianafene (PITN) e polietilenediossitiofene (PEDOT).
Essendoci libera rotazione attorno ai legami C-C dello scheletro polimerico, questi polimeri possono assumere qualsiasi conformazione, anche se quella planare è la favorita perché permette la miglior sovrapposizione degli orbitali p dei singoli anelli, dando la maggior estensione di coniugazione.
Questi polimeri sono tutti semiconduttori ma possono essere resi conduttori tramite drogaggio.
In questi anni hanno trovato molte applicazioni soprattutto nel campo dell'elettronica, tanto che l'Accademia delle Scienze di Svezia ne ha riconosciuto l'importanza assegnando il Premio Nobel 2000 per la Chimica ad Alan J. Heeger, Alan G. MacDiarmid e Hideki Shirakawa.